# Harenzhofen
Lengenfeld ist ein amtlich benannter Ortsteil der Stadt Velburg im Landkreis Neumarkt in der Oberpfalz in Bayern.

## Geographische Lage
Das Kirchdorf liegt im Oberpfälzer Jura der Fränkischen Alb auf der Hochfläche zwischen den Tälern der Schwarzen Laber und der Weißen Laber auf
521 m über NHN. Von Harenzhofen aus fließt der Harenzhofener Bach in östlicher Richtung der Schwarzen Laber zu.

## Verkehr
Der Ort ist über eine Gemeindeverbindungsstraße zu erreichen, die im Tal der Schwarzen Laber bei Lengenfeld von der Staatsstraße 2220 abzweigt und in Harenzhofen in Richtung Süden wieder zu dieser Staatsstraße führt.

## Ortsnamendeutung
Der Name des Ortes wird gedeutet als „zu den Höfen des Harung“.

## Geschichte
Das Dorf ist vermutlich im Zuge der planmäßigen Besiedelung unter den Karolingern entstanden. Der Ort ist erstmals 1307 als Adelssitz genannt. 1372 ist urkundlich erwähnt, dass Ulrich Schenk von Reicheneck und Hans der Ehrenfelser, Besitzer der Herrschaft Helfenberg, mehrere Güter an der Pfalzgrafen Ruprecht verkauften, darunter drei Untertanen zu „Hargenshoffen“. Im Jahr darauf verpfändete der Ehrenfelser an den Pfalzgrafen den Zehent von „Harungshofen“ sowie weitere Güter in „Harenngshoffen“, nämlich den „Sampts Hof“, den „Rolans Hof“ und das „Rolands Widen“. So zinsten um 1400/10 2 Höfe, 1 Widen und 3 Eigengüter zu Harenzhofen der Herrschaft Helfenberg. In Harenzhofen war aber auch das Stift Alte Kapelle zu Regensburg mit einem Hof begütert; 1587 verkaufte es diesen an die Kurpfalz. So gehörten laut einer Güterbeschreibung von 1622 schließlich 5 Höfe und 11 Güter hochgerichtlich zur Herrschaft Helfenberg, die nunmehr die Grafen von Tilly innehatten. Gegen Ende des Alten Reiches, um 1800, bestand Harenzhofen aus 18 Anwesen.
Im Königreich Bayern (1806) wurde um 1810 der Steuerdistrikt Lengenfeld gebildet, dem neben dem Dorf Lengenfeld das Dorf Harenzhofen und die Einöden Matzenhof, Ostermühle, Schafhof, Schwaighof und Weihermühle angehörten. Mit dem Gemeindeedikt vom 15. Mai 1818 wurde daraus die Ruralgemeinde Lengenfeld im Landgericht Parsberg; die Weihermühle wird seit 1926 nicht mehr genannt, und der Schafhof wurde am 1. Januar 1946 nach Velburg umgegliedert. In Harenzhofen wohnten
- 1836 128 Einwohner (19 Häuser),[10]
- 1867 110 Einwohner (68 Gebäude, 1 Kirche),[11]
- 1875 122 Einwohner (59 Gebäude; an Großviehbestand 4 Pferde und 151 Stück Rindvieh),[12]
- 1925 120 Einwohner (21 Wohngebäude),[13]
- 1938 118 Einwohner (nur Katholiken),[14]
- 1950 124 Einwohner (20 Wohngebäude).[15]
- 1987 127 Einwohner (26 Wohngebäude, 30 Wohnungen).[16]

Im Zuge der bayerischen Gebietsreform wurde die Gemeinde Lengenfeld und damit auch Harenzhofen zum 1. Januar 1972 nach Velburg eingegliedert.

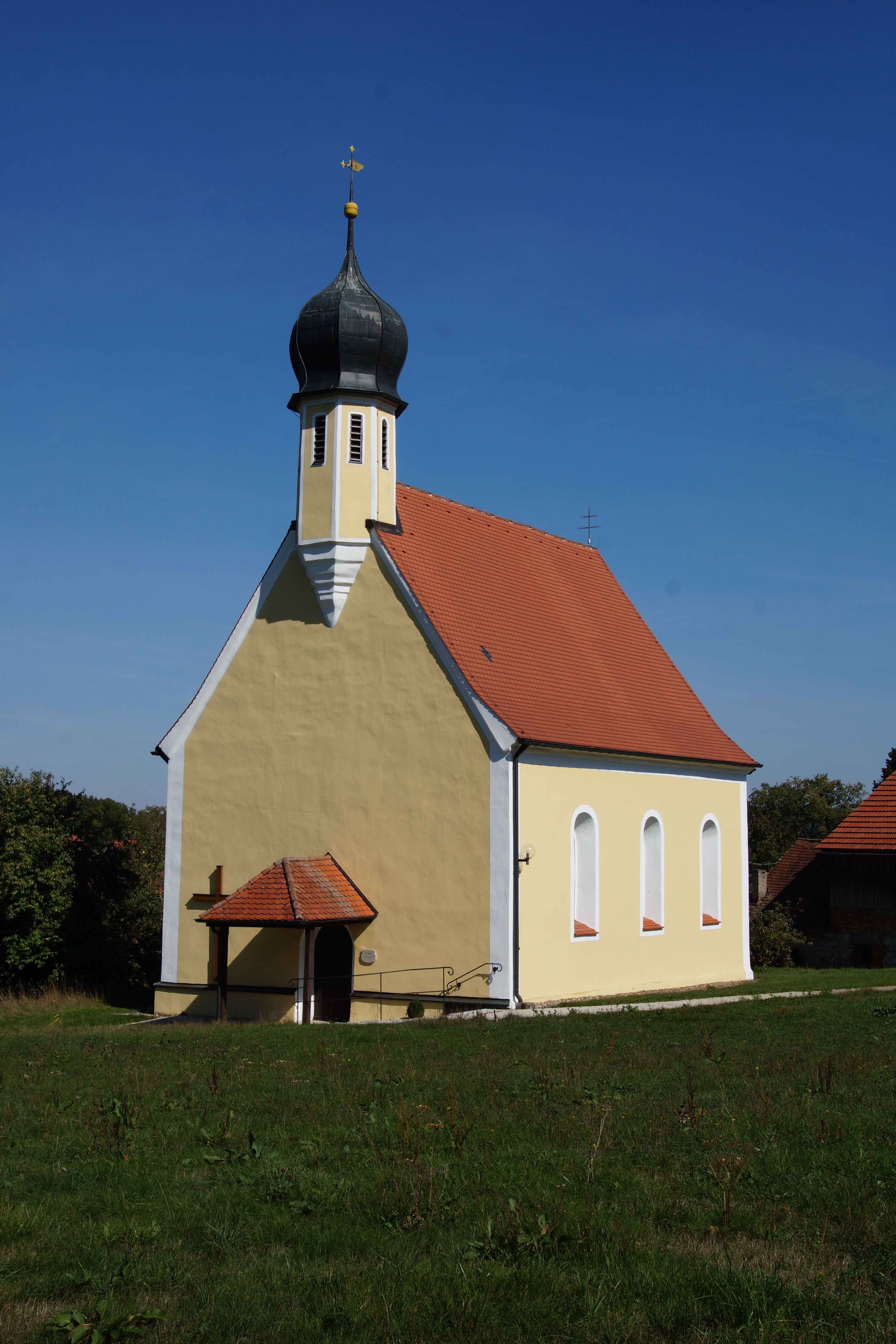
Filialkirche St. Ägidius

### Kirchliche Verhältnisse
Harenzhofen gehörte seit altersher zur Pfarrei Lengenfeld; diese, im Eichstätter Diözesangebiet liegend, wurde unter Pfalz-Neuburg 1556 der Reformation unterworfen. Die Rekatholisierung erfolgte 1625; den jeweiligen Glaubenswechsel mussten alle Untertanen vollziehen. Der 1693 im Auftrag des Grafen von Tilly erbaute Harenzhofener sakrale Barockbau St. Ägidius (der Vorgängerbau stand an anderer Stelle) gilt als Filialkirche von Lengenfeld. Der 1709 aufgerichtete Altar zeigt ein Altarblatt mit dem Kirchenpatron, 1710 gemalt von Hans Georg Asam. Vor 1765 ist noch eine Feldkapelle St. Wendelin bei Harenzhofen genannt. Harenzhofen gehört heute mit Lengenfeld zum Pfarrverband Velburg.

## Baudenkmäler
Neben der Filialkirche und der Feldkapelle gelten die Häuser Nr. 2, 3 und 15, Wohnstallbauten aus dem 19. Jahrhundert, als Baudenkmäler. 
Siehe auch Liste der Baudenkmäler in Velburg#Harenzhofen